# Joseph Lange
Joseph Lange   (Würzburg, 1 d'abril de 1751 - Viena, 17 de setembre de 1831) va ser un actor i pintor aficionat del segle xvii. Pel seu matrimoni amb Aloysia Weber, va ser cunyat de Wolfgang Amadeus Mozart.

## Biografia
El seu primer matrimoni, el 1775, va ser amb Maria Anna Elisabeth Schindler, filla de Philipp Ernst Schindler, pintor de miniatures i director de pintura de la fàbrica de porcellana vienesa. Maria Anna va morir el 14 de març de 1779 d'una pneumònia.
Es va casar amb Aloysia Weber, una soprano d'èxit, a Viena el 31 d'octubre de 1780. En aquell any també va acceptar donar suport a la mare vídua d'Aloysia, Cäcilia, amb un pagament anual de 700 florins.
Mozart es va casar amb la germana petita d'Aloysia, Constanze, a Viena el 1782, i així es va convertir en el cunyat de Lange. Els Mozart i els Lange semblen haver estat amics, ja que el registre escrit conserva diverses ocasions que van socialitzar junts, com ho van fer Wolfgang i Joseph individualment. Tant Lange com Mozart eren maçons.
El 1783, Lange va actuar en una de les obres de Mozart, una "Mascarada" (pantomima amb música) composta per a Carnaval. Els personatges eren figures tradicionals de la Commedia dell'arte, i la música era composta per Mozart (K. 446). Lange va interpretar Pierrot, i el mateix Mozart va fer el paper d'Arlequí.
El 1786, Lange va aparèixer en una altra obra de Mozart, la seva òpera Der Schauspieldirektor. Va prendre el paper parlat d'Herz, la seva dona Aloysia va assumir un dels dos papers principals de soprano, Madame Herz.
A partir de 1795, va viure separat d'Aloysia. El 1808 va publicar la seva autobiografia. A partir de l'any 1800 va viure juntament amb una Therese Koch amb qui va tenir tres filles.

## Avaluació
El tenor Michael Kelly, escrivint en les seves reminiscències de 1826, va qualificar Lange d'excel·lent còmic; és a dir, jugador de comèdia. Kelly havia passat els primers anys de la seva carrera a Viena com a cantant d'òpera.

## Retrats de Lange de Mozart i la seva família
Lange va pintar el seu famós retrat del seu cunyat el 1782/83. La imatge següent és un detall del retrat que emfatitza la cara de Mozart:
El retrat complet es va col·locar més tard a un quadre més gran que quedava inacabat. Es mostra a la següent figura.
El març de 2009 el musicòleg Michael Lorenz va ser el primer a adonar-se que la pintura originalment era una miniatura d'uns 19 x 15 centímetres de mida, que només mostrava la cara de Mozart. Més tard es va col·locar a un llenç més gran, aparentment amb la intenció de retratar Mozart assegut al piano, però la pintura ampliada no es va acabar mai.
Constanze Mozart, entrevistada a la vellesa per Vincent i Mary Novello, va dir que el retrat de Lange era per molt la millor semblança d'ell.
Lange també va pintar un petit retrat de Constanze el 1782 que després va ser ampliat:
Durant la visita de Leopold Mozart a Viena el 1785, Lange també li va dibuixar un retrat, però aquest s'ha perdut. Va continuar pintant fins a la seva vellesa.